# Скотна Надія Володимирівна
Надія Володимирівна Скотна (нар. 20 серпня 1955, місто Гребінка Полтавської області) — ректор Дрогобицького державного педагогічного університету імені Івана Франка (в 2012—2021 роках), доктор філософських наук (2005), професор (2006).

## Життєпис
Народилася в родині Віри та Володимира Коршаків.
У 1963—1973 роках — учениця середньої школи № 1 міста Лубен Полтавської області, яку закінчила із золотою медаллю. У 1973—1978 роках — студентка філософського факультету Київського державного університету імені Тараса Шевченка. Здобула спеціальність психолога, викладача психологічних дисциплін.
У липні 1978 — лютому 1979 року — асистент кафедри марксистсько-ленінської філософії Київського державного університету імені Тараса Шевченка. У березні 1979 — серпні 1981 року — інструктор, завідувач відділу комсомольських організацій Лубенського міського комітету ЛКСМ України.
Одночасно, у 1979—1983 роках — аспірантка при кафедрі соціальної, вікової та педагогічної психології Київського державного університету імені Тараса Шевченка. З 1988 року — кандидат психологічних наук за спеціальністю 19.00.07 — педагогічна та вікова психологія; з 1991 року — доцент кафедри психології.
У серпні 1981 — липні 1999 року — викладач, старший викладач, доцент кафедри психології Дрогобицького державного педагогічного інституту (університету) імені Івана Франка. У 1993—1996 роках — докторант Інституту психології АПН України. З 2005 року — доктор філософських наук за спеціальністю 9.00.10 — філософія освіти (захистила докторську дисертацію на тему: «Особа в розколотій цивілізації: світогляд, проблеми освіти i виховання»); з 2006 року — професор кафедри практичної психології.
У липні 1999 — 2012 року — декан соціально-гуманітарного факультету Дрогобицького державного педагогічного університету імені Івана Франка. З 2003 року одночасно очолювала кафедру практичної психології на цьому ж факультеті.
З 2012 до липня 2021 року — ректор Дрогобицького державного педагогічного університету імені Івана Франка. У червні 2016 року переобрана на другий термін.

## Родина
Дружина багаторічного (1988—2011) ректора Дрогобицького державного педагогічного університету Валерія Скотного. Має двох дітей: доньку Олену та сина Павла. Також має двох онук Валерію та Катерину.
Олена (Скотна) Квас — доктор педагогічних наук (2012), професор (2014); з 2013 року професор кафедри філософії Львівського національного університету імен Івана Франка,, потім декан філософського факультету, з липня 2025 року — проректор з наукової роботи Львівського національного університету імен Івана Франка
Павло Скотний — кандидат економічних наук (2008), доцент, колишній заступник директора Інституту фізики, математики, економіки та інноваційних технологій ДДПУ.

## Статки
У 2016 році задекларувала більше 87 тисяч доларів на банківських рахунках та готівкою, будинок площею 300 м2, 2 земельні ділянки, автомобіль 2007 року випуску.

## Науково-педагогічна діяльність
Під керівництвом Надії Скотної захищено 6 кандидатських та 1 докторська дисертація. Автор 147 публікацій у їх числі 15 посібників та 5 монографій.

## Нагороди
За наукові досягнення і педагогічні здобутки нагороджена Почесною грамотою Міністерства освіти та науки України, знаком «Відмінник народної освіти», орденом Святої Великомучениці Варвари.